# Pèlerinage de Shikoku
Le pèlerinage de Shikoku (四国八十八箇所, Shikoku hachijū hakkasho) est un pèlerinage effectué sur l'île de Shikoku au Japon et qui comprend 88 temples. C'est un pèlerinage circulaire consacré à Kōbō-Daishi, le fondateur du bouddhisme Shingon, mais on y retrouve des pèlerins de toutes les traditions.
En 2015, les 88 temples du pèlerinage de Shikoku sont désignés Japan Heritage. 

## Histoire
Les origines du pèlerinage sont incertaines : le moine Kūkai (connu sous le nom de Kōbō-Daishi après sa mort) pourrait en être directement à l’origine, mais il pourrait également s'agir d’Emon Saburō (en), l’homme le plus riche de Shikoku à l’époque. D'après la légende, ce dernier, lié au Ishite-ji (temple no 51), a commencé à parcourir l’île à la recherche de Kūkai pour se faire excuser de l’avoir chassé quand ce dernier est venu demander l’aumône. Emon Saburō l’aurait cherché en vain, mais Kūkai lui serait finalement apparu sur son lit de mort pour lui accorder l’absolution.
Le chemin devient populaire au XVIIe siècle, un guide est rédigé et publié en 1689 par le moine bouddhiste Yūben Shinnen (宥辡 真念), le Shikoku henro michi shirube (四国遍路道指南). Cet ouvrage se vend énormément, jusqu'à l’ère Meiji (1868-1912), et vaut à son auteur le surnom de « père du pèlerinage de Shikoku ».

## Le circuit
Le circuit est long de 1 200 km et les pèlerins qui le font entièrement à pied mettent entre 30 et 60 jours pour le terminer. Aujourd'hui il est plutôt fait en quelques jours (les pèlerins ne s'arrêtent que dans les principaux temples) à l'aide de vélos, bus et voitures. Il est divisé en quatre parties correspondant aux quatre préfectures de l’île, à savoir Tokushima, le « chemin de l’éveil » (temples 1 à 23), Kôchi, le « chemin de l’ascèse » (temples 24 à 39), Ehime, le « chemin de l’illumination » (temples 40 à 65) et Kagawa, le « chemin du nirvana » (temples 66 à 88).
Le pèlerinage et par extension les pèlerins sont appelés henro, les habitants de Shikoku les appellent cependant o-henro-san (お遍路さん).

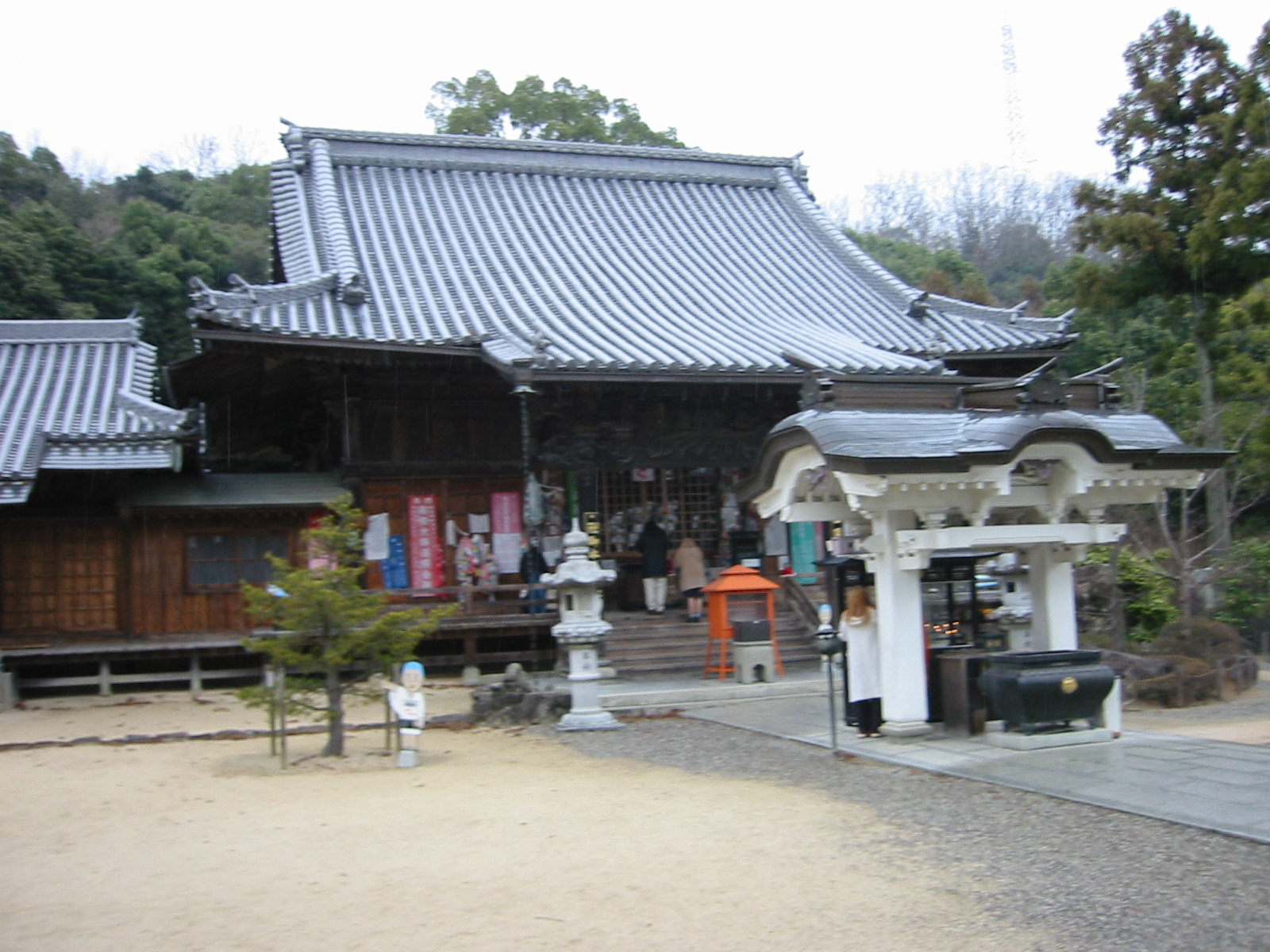
Konsen-ji

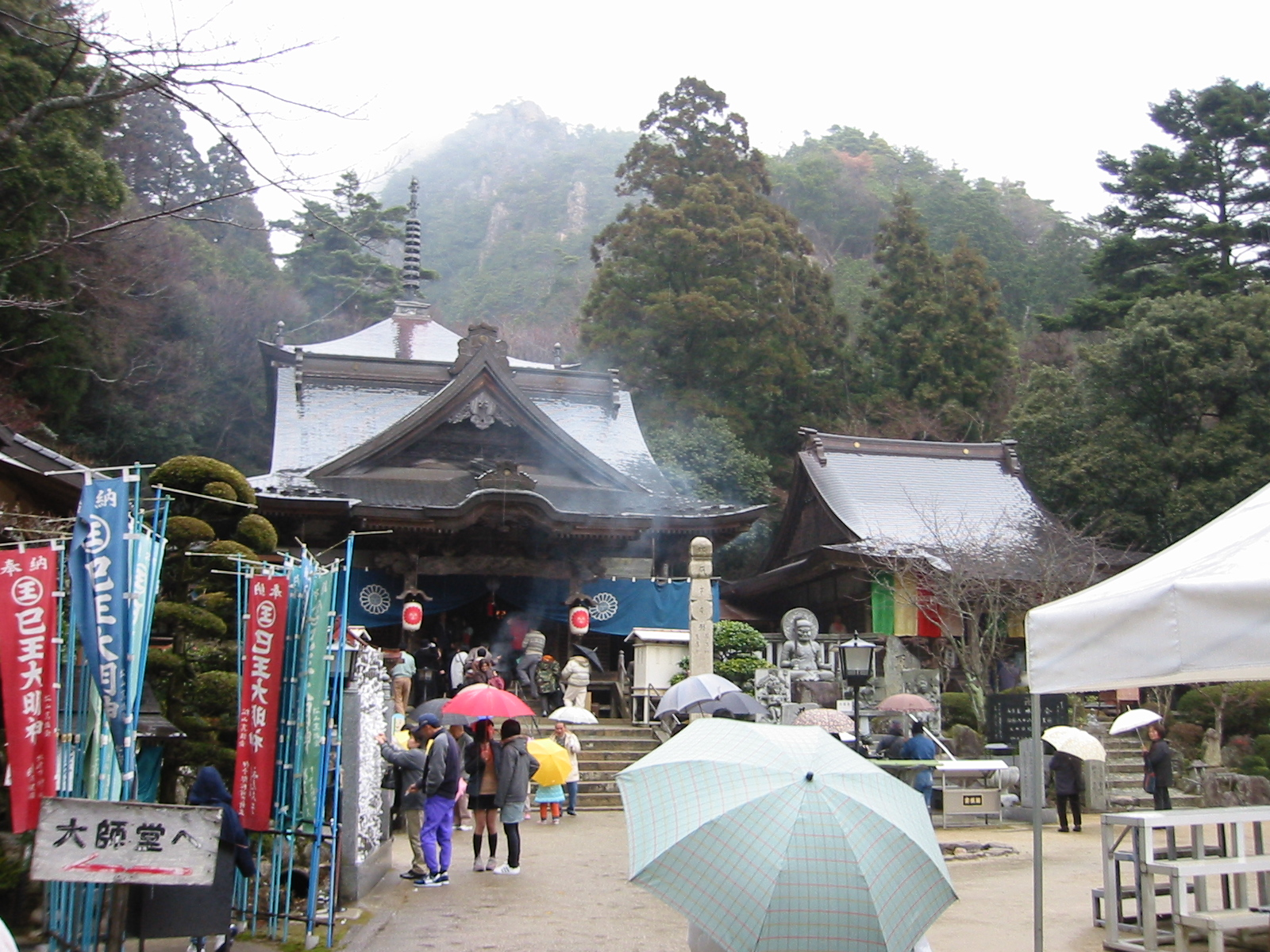
Ōkubo-ji (88)

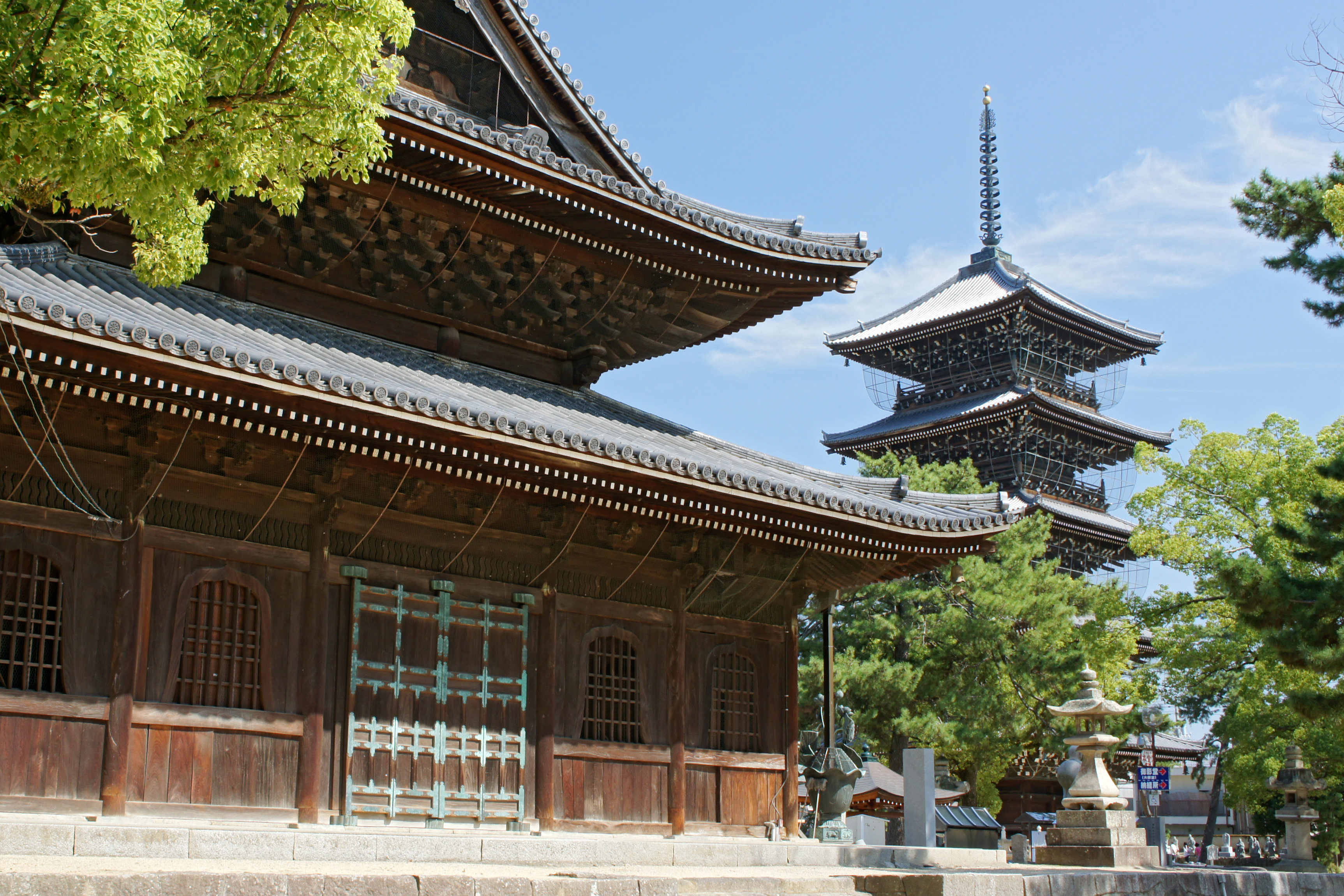
Zentsū-ji (75)

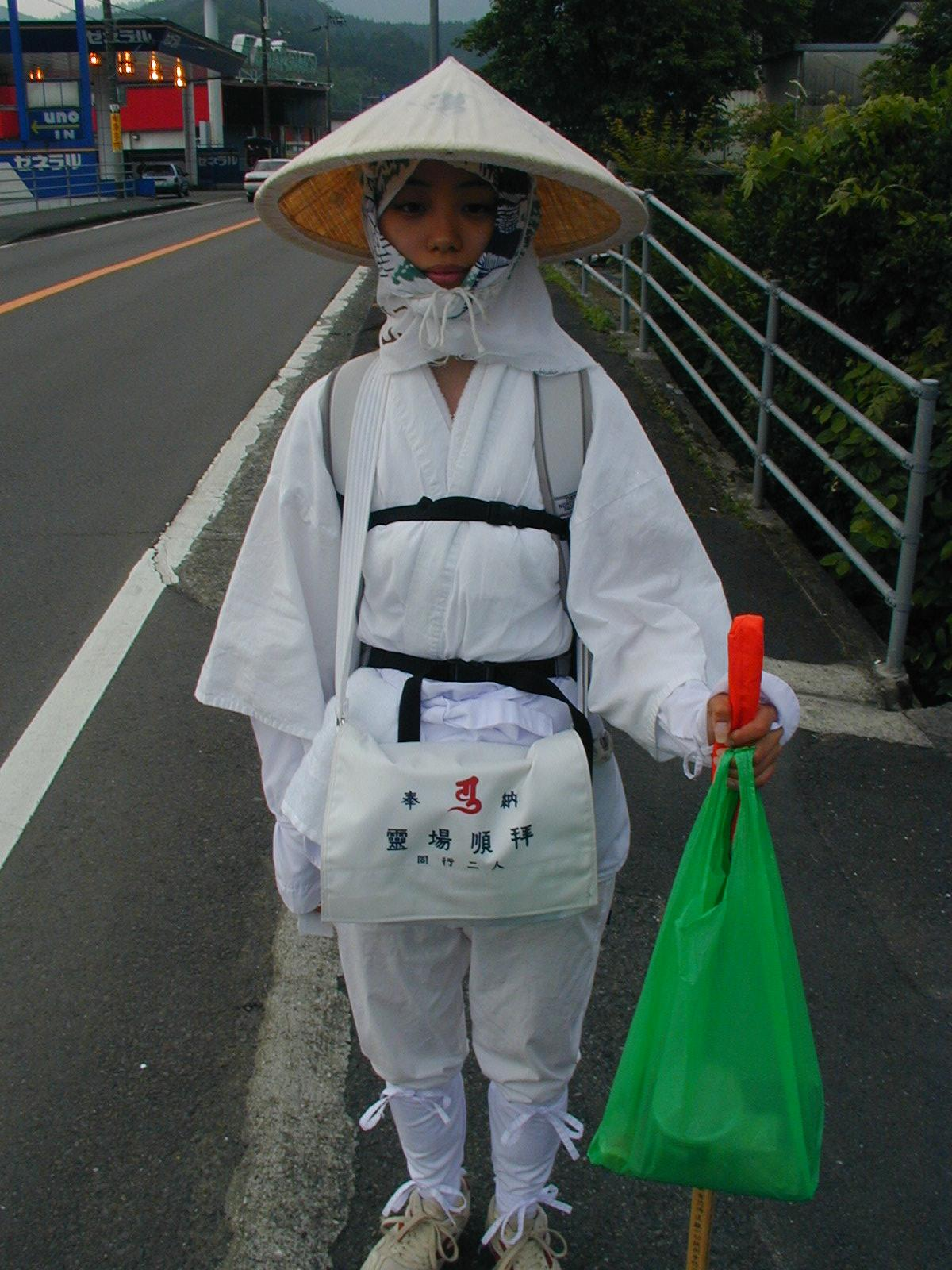
Pèlerin à Iwamoto-ji (37)

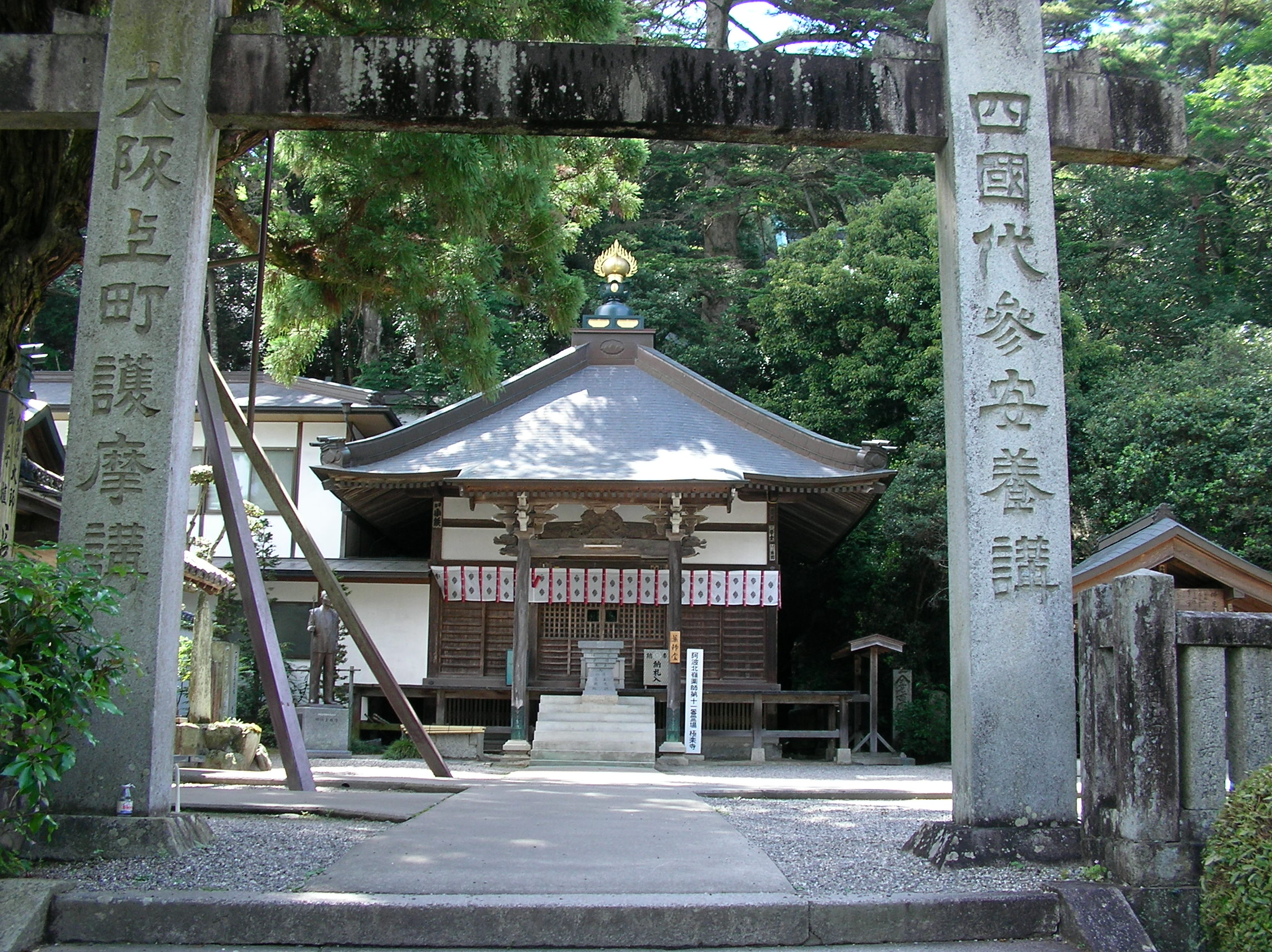
Gokuraku-ji (2)

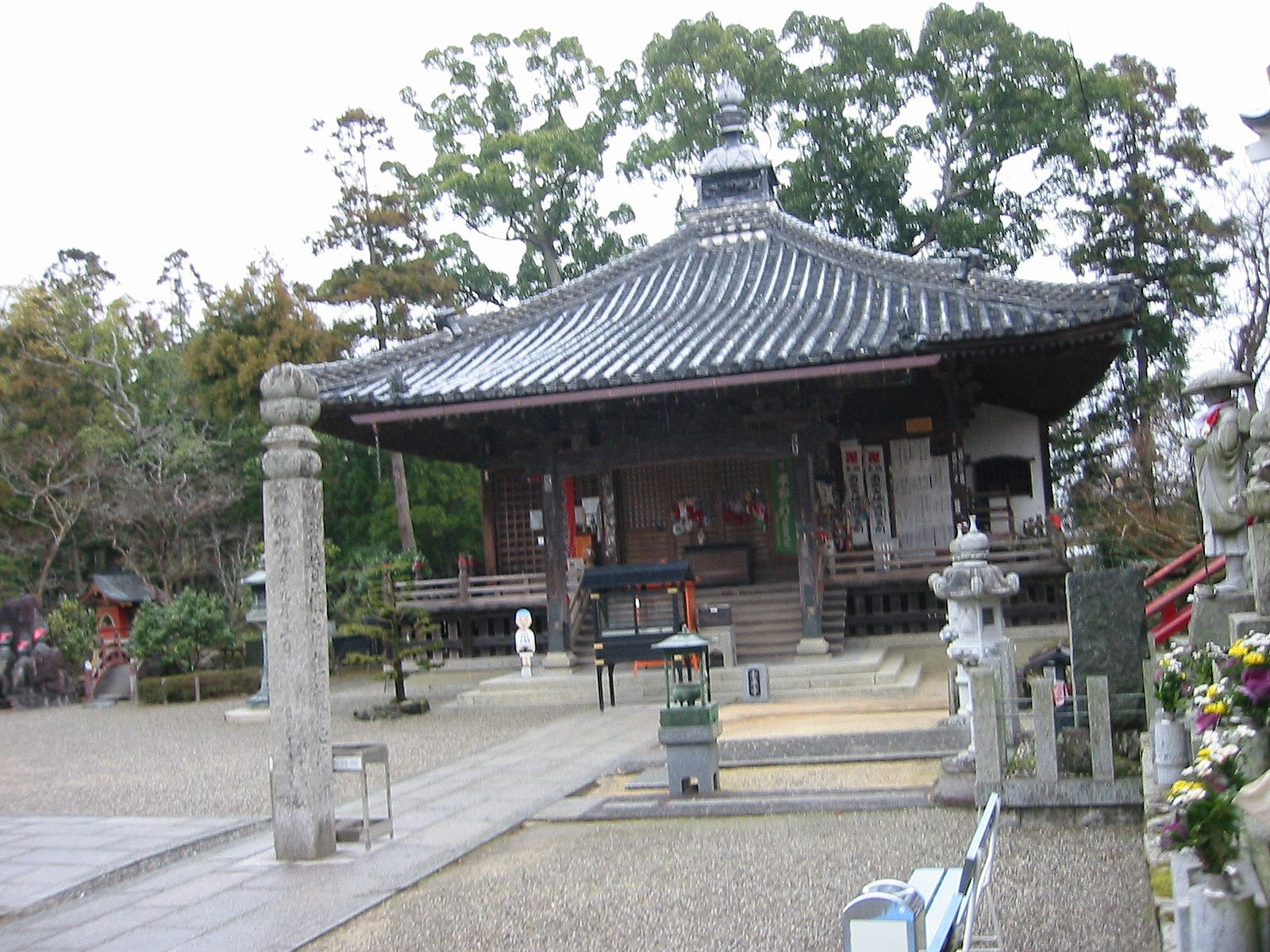
Konsen-ji (3)

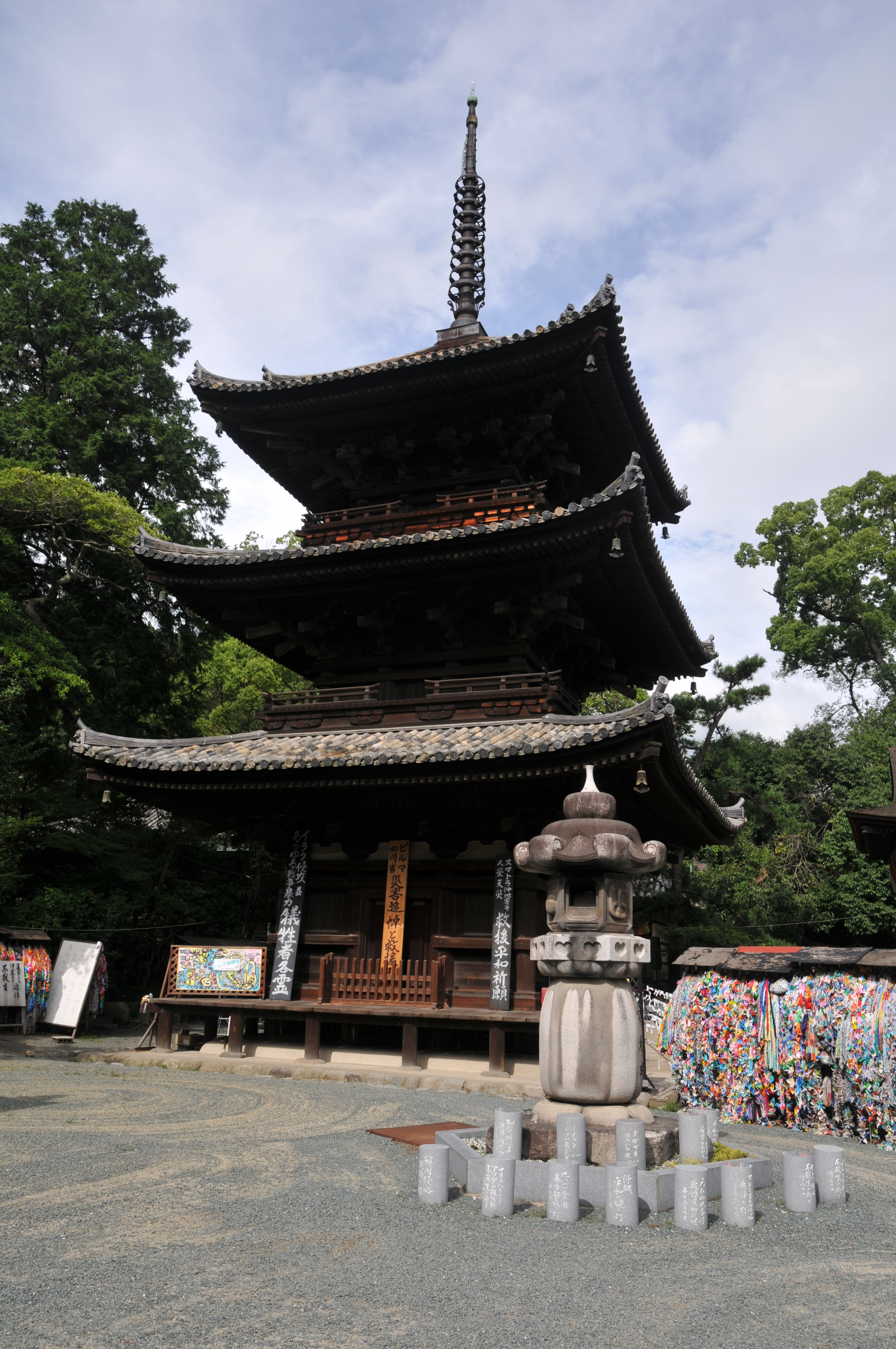
Pagode d'Ishiteji-ji (51)

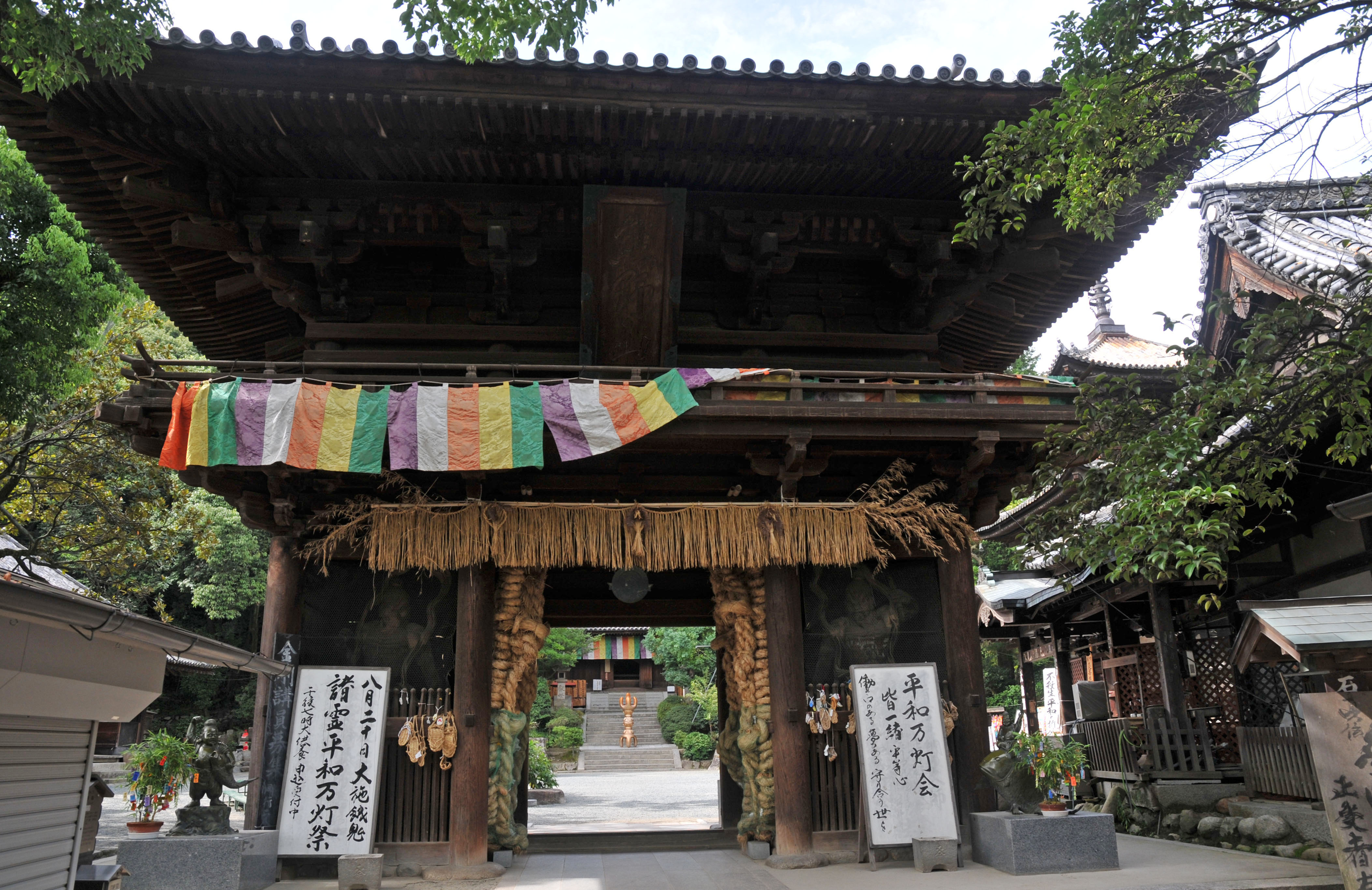
Ishiteji-ji Niōmon (51)

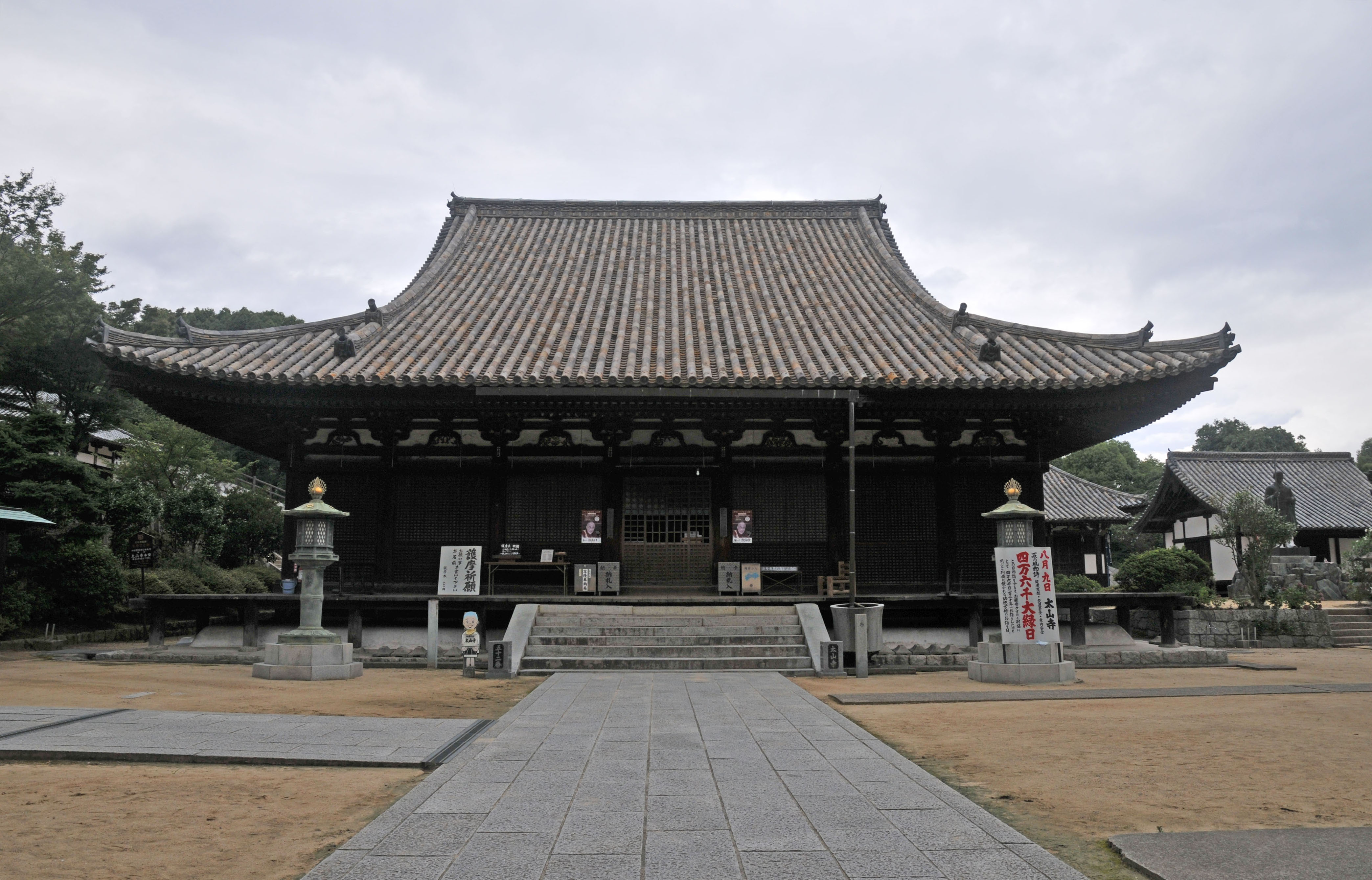
Hon-dō de Taisan-ji (52)

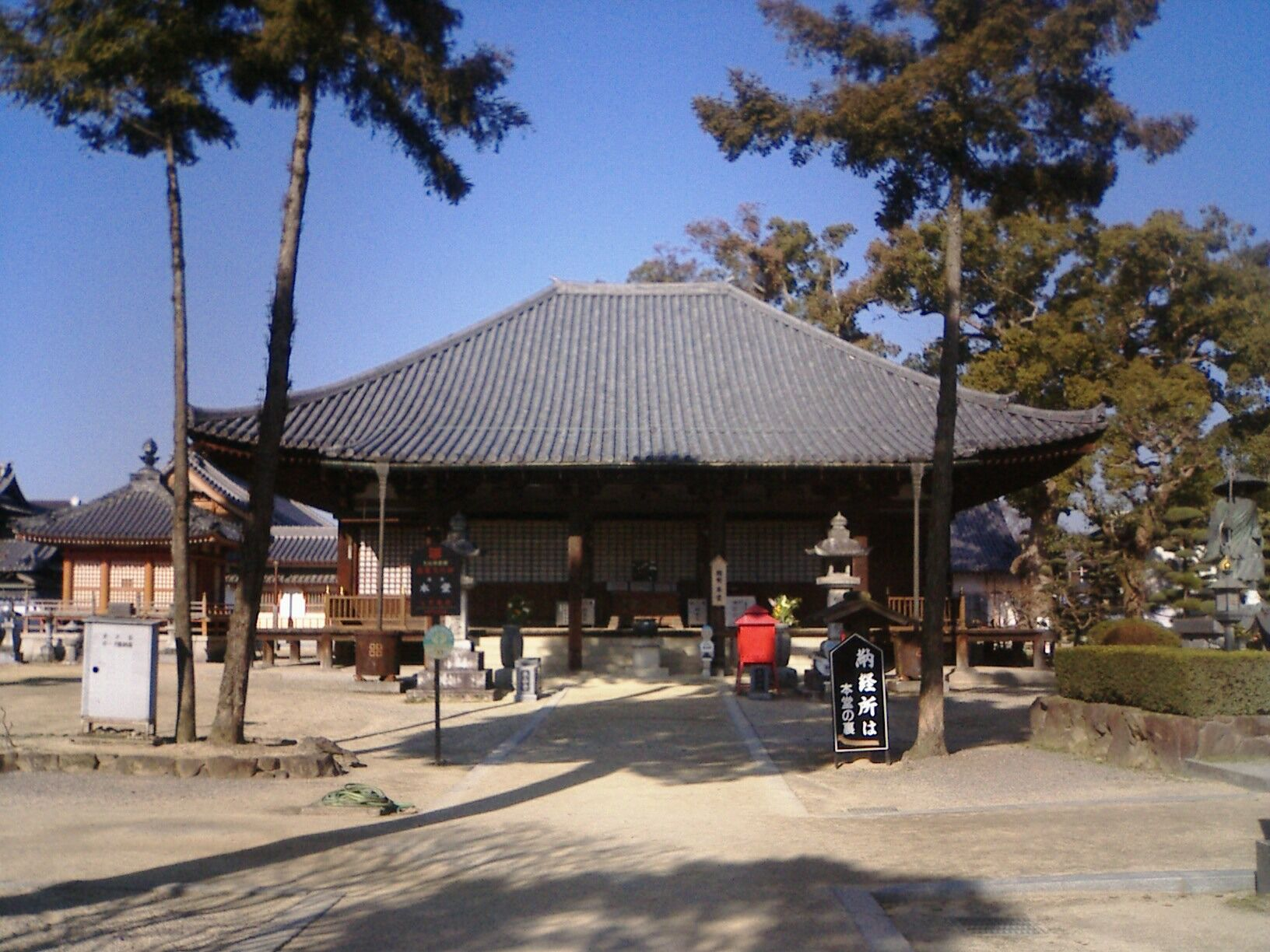
Motoyama-ji (70)

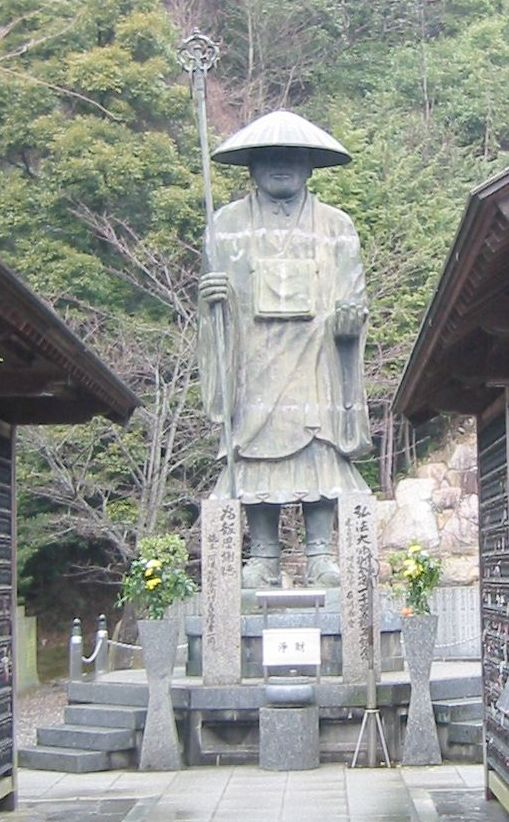
Statue de Kūkai au Ōkubo-ji

Le pélerinage est découpé en 4 parties :
| No. | Temple               | Ville        | Hébergement | Distance | Cumul    |
| --- | -------------------- | ------------ | ----------- | -------- | -------- |
| 1   | Ryōzen-ji (霊山寺)   | Naruto       |             | 0.0 km   | 0.0 km   |
| 2   | Gokuraku-ji (極楽寺) | Naruto       |             | 1.5 km   | 1.5 km   |
| 3   | Konsen-ji (金泉寺)   | Itano        |             | 2.9 km   | 4.4 km   |
| 4   | Dainichi-ji (大日寺) | Itano        |             | 5.1 km   | 9.6 km   |
| 5   | Jizō-ji (地蔵寺)     | Itano        |             | 2.0 km   | 11.6 km  |
| 6   | Anraku-ji (安楽寺)   | Kamiita      | Oui         | 5.3 km   | 16.9 km  |
| 7   | Jūraku-ji (十楽寺)   | Awa          | Oui         | 1.4 km   | 18.3 km  |
| 8   | Kumadani-ji (熊谷寺) | Awa          |             | 4.2 km   | 22.5 km  |
| 9   | Hōrin-ji (法輪寺)    | Awa          |             | 2.4 km   | 24.9 km  |
| 10  | Kirihata-ji (切幡寺) | Awa          |             | 4.0 km   | 28.9 km  |
| 11  | Fujii-dera (藤井寺)  | Yoshinogawa  |             | 9.6 km   | 38.5 km  |
| 12  | Shōsan-ji (焼山寺)   | Kamiyama     |             | 11.9 km  | 50.4 km  |
| 13  | Dainichi-ji (大日寺) | Tokushima    |             | 22.0 km  | 72.4 km  |
| 14  | Jōraku-ji (常楽寺)   | Tokushima    |             | 2.5 km   | 74.9 km  |
| 15  | Kokubun-ji (国分寺)  | Tokushima    |             | 1.0 km   | 75.9 km  |
| 16  | Kan’on-ji (観音寺)   | Tokushima    |             | 2.0 km   | 77.9 km  |
| 17  | Ido-ji (井戸寺)      | Tokushima    |             | 2.9 km   | 80.8 km  |
| 18  | Onzan-ji (恩山寺)    | Komatsushima |             | 18.7 km  | 98.1 km  |
| 19  | Tatsue-ji (立江寺)   | Komatsushima | Oui         | 4.3 km   | 102.4 km |
| 20  | Kakurin-ji (鶴林寺)  | Katsuura     |             | 13.2 km  | 115.6 km |
| 21  | Tairyū-ji (太竜寺)   | Anan         |             | 6.1 km   | 121.7 km |
| 22  | Byōdō-ji (平等寺)    | Anan         |             | 9.9 km   | 131.6 km |
| 23  | Yakuō-ji (薬王寺)    | Minami       |             | 20.4 km  | 152.0 km |

| No. | Temple                       | Ville       | Hébergement | Distance | Cumul    |
| --- | ---------------------------- | ----------- | ----------- | -------- | -------- |
| 24  | Hotsumisaki-ji (最御崎寺)    | Muroto      | Oui         | 75.8 km  | 227.8 km |
| 25  | Shinshō-ji (津照寺)          | Muroto      |             | 6.7 km   | 234.5 km |
| 26  | Kongōchō-ji (金剛頂寺)       | Muroto      | Oui         | 4.0 km   | 238.5 km |
| 27  | Kōnomine-ji (神峰寺)         | Yasuda      |             | 28.4 km  | 266.9 km |
| 28  | Dainichi-ji (大日寺)         | Konan       |             | 38.1 km  | 305.0 km |
| 29  | Tosa Kokubun-ji (土佐国分寺) | Nankoku     |             | 9.2 km   | 314.2 km |
| 30  | Zenraku-ji (善楽寺)          | Kōchi       |             | 6.9 km   | 321.1 km |
| 31  | Chikurin-ji (竹林寺)         | Kōchi       |             | 6.4 km   | 327.5 km |
| 32  | Zenjibu-ji (禅師峰寺)        | Nankoku     |             | 6.0 km   | 333.5 km |
| 33  | Sekkei-ji (雪蹊寺)           | Kōchi       |             | 8.1 km   | 341.6 km |
| 34  | Tanema-ji (種間寺)           | Haruno      |             | 6.4 km   | 348.0 km |
| 35  | Kiyotaki-ji (清滝寺)         | Tosa        |             | 9.8 km   | 357.8 km |
| 36  | Shōryū-ji (青竜寺)           | Tosa        |             | 14.3 km  | 372.1 km |
| 37  | Iwamoto-ji (岩本寺)          | Shimanto    | Oui         | 56.8 km  | 428.9 km |
| 38  | Kongōfuku-ji (金剛福寺)      | Tosashimizu |             | 82.5 km  | 511.4 km |
| 39  | Enkō-ji (延光寺)             | Sukumo      |             | 54.0 km  | 565.4 km |

| No. | Temple                 | Ville       | Hébergement      | Distance | Cumul    |
| --- | ---------------------- | ----------- | ---------------- | -------- | -------- |
| 40  | Kanjizai-ji (観自在寺) | Ainan       |                  | 27.1 km  | 538.5 km |
| 41  | Ryūkō-ji (竜光寺)      | Uwajima     |                  | 50.1 km  | 588.6 km |
| 42  | Butsumoku-ji (佛木寺)  | Uwajima     |                  | 2.9 km   | 591.5 km |
| 43  | Meiseki-ji (明石寺)    | Seiyo       |                  | 10.8 km  | 602.3 km |
| 44  | Daihō-ji (大宝寺)      | Kumakōgen   | Oui pour groupes | 70.4 km  | 672.7 km |
| 45  | Iwaya-ji (岩屋寺)      | Kumakōgen   |                  | 9.3 km   | 682.0 km |
| 46  | Jōruri-ji (浄瑠璃寺)   | Matsuyama   |                  | 25.9 km  | 707.9 km |
| 47  | Yasaka-ji (八坂寺)     | Matsuyama   |                  | 1.0 km   | 708.9 km |
| 48  | Sairin-ji (西林寺)     | Matsuyama   |                  | 4.4 km   | 713.3 km |
| 49  | Jōdo-ji (浄土寺)       | Matsuyama   |                  | 3.3 km   | 716.6 km |
| 50  | Hanta-ji (繁多寺)      | Matsuyama   |                  | 1.8 km   | 718.4 km |
| 51  | Ishite-ji (石手寺)     | Matsuyama   |                  | 2.8 km   | 721.2 km |
| 52  | Taisan-ji (太山寺)     | Matsuyama   |                  | 11.1 km  | 732.3 km |
| 53  | Enmyō-ji (円明寺)      | Matsuyama   |                  | 2.6 km   | 734.9 km |
| 54  | Enmei-ji (延命寺)      | Imabari     |                  | 34.8 km  | 769.7 km |
| 55  | Nankōbō (南光坊)       | Imabari     |                  | 3.7 km   | 773.4 km |
| 56  | Taisan-ji (泰山寺)     | Imabari     |                  | 3.1 km   | 776.5 km |
| 57  | Eifuku-ji (栄福寺)     | Imabari     |                  | 3.1 km   | 779.6 km |
| 58  | Sennyū-ji (仙遊寺)     | Imabari     | Oui              | 2.5 km   | 782.1 km |
| 59  | Kokubun-ji (国分寺)    | Imabari     |                  | 6.2 km   | 788.3 km |
| 60  | Yokomine-ji (横峰寺)   | Saijō       |                  | 27.9 km  | 816.2 km |
| 61  | Kōon-ji (香園寺)       | Saijō       |                  | 9.8 km   | 826.0 km |
| 62  | Hōju-ji (de) (宝寿寺)  | Saijō       |                  | 1.4 km   | 827.4 km |
| 63  | Kichijō-ji (吉祥寺)    | Saijō       |                  | 1.5 km   | 828.9 km |
| 64  | Maegami-ji (前神寺)    | Saijō       |                  | 3.4 km   | 832.3 km |
| 65  | Sankaku-ji (三角寺)    | Shikokuchūō |                  | 44.9 km  | 877.2 km |

| No. | Temple                     | Ville     | Hébergement     | Distance | Cumul     |
| --- | -------------------------- | --------- | --------------- | -------- | --------- |
| 66  | Unpen-ji (雲辺寺)          | Miyoshi   |                 | 19.1 km  | 996.3 km  |
| 67  | Daikō-ji (大興寺)          | Mitoyo    |                 | 9.8 km   | 1006.1 km |
| 68  | Jinne-in (神恵院)          | Kan'onji  |                 | 8.8 km   | 1014.9 km |
| 69  | Kannon-ji (観音寺)         | Kan'onji  |                 | 0.0 km   | 1014.9 km |
| 70  | Motoyama-ji (本山寺)       | Mitoyo    |                 | 4.6 km   | 1019.5 km |
| 71  | Iyadani-ji (弥谷寺)        | Mitoyo    |                 | 11.8 km  | 1031.3 km |
| 72  | Mandara-ji (曼荼羅寺)      | Zentsūji  |                 | 3.6 km   | 1034.9 km |
| 73  | Shusshaka-ji (出釈迦寺)    | Zentsūji  |                 | 0.6 km   | 1035.5 km |
| 74  | Kōyama-ji (甲山寺)         | Zentsūji  |                 | 2.7 km   | 1038.2 km |
| 75  | Zentsū-ji (善通寺)         | Zentsūji  | Oui             | 1.8 km   | 1040.0 km |
| 76  | Konzō-ji (金倉寺)          | Zentsūji  |                 | 3.6 km   | 1043.6 km |
| 77  | Dōryū-ji (道隆寺)          | Tadotsu   |                 | 4.1 km   | 1047.7 km |
| 78  | Gōshō-ji (郷照寺)          | Utazu     |                 | 7.4 km   | 1055.1 km |
| 79  | Tennō-ji (天皇寺)          | Sakaide   |                 | 6.1 km   | 1061.2 km |
| 80  | Sanuki Kokubun-ji (国分寺) | Takamatsu |                 | 6.8 km   | 1068.0 km |
| 81  | Shiromine-ji (白峯寺)      | Sakaide   | Oui pour groupe | 6.6 km   | 1074.6 km |
| 82  | Negoro-ji (根香寺)         | Takamatsu |                 | 5.0 km   | 1079.6 km |
| 83  | Ichinomiya-ji (一宮寺)     | Takamatsu |                 | 12.4 km  | 1092.0 km |
| 84  | Yashima-ji (屋島寺)        | Takamatsu |                 | 13.5 km  | 1105.5 km |
| 85  | Yakuri-ji (八栗寺)         | Takamatsu |                 | 5.5 km   | 1111.0 km |
| 86  | Shido-ji (志度寺)          | Sanuki    |                 | 6.9 km   | 1117.9 km |
| 87  | Nagao-ji (長尾寺)          | Sanuki    |                 | 7.1 km   | 1125.0 km |
| 88  | Ōkubo-ji (大窪寺)          | Sanuki    |                 | 12.5 km  | 1137.5 km |

## Tenue du pèlerin
Il est d'usage pour le pèlerin de porter une tenue et des objets rituels. Cette tenue le distingue et permet son accueil  comme pèlerin et l'assistance en cas de besoin. Il n'est pas nécessaire de tout posséder. Les tenues et objets sont, : 
- Un chapeau conique : sugegasa  (菅笠?).
- Une veste blanche : Hakui  (白衣?).
- Une besace : Zudabukuro (頭陀 袋?)
- Un bracelet : juzu (数珠?)
- Une clochette : Jirei  (持鈴?)
- Une étole : Wagesa  (輪袈裟?)
- Un bâton de pèlerin : Kongōzue (金剛杖?)
- Un carnet du pèlerin : Nōkyōchō  (納経帳?)

## Modèles réduits
Il existe des modèles réduits du pèlerinage, dont chaque section comprend de la terre apportée du temple correspondant.
Leur forme peut être une simple route miniature ou une série de 88 statues ou de 88 modèles réduits de temples, avec chaque fois un échantillon de sol correspondant au temple véritable.